# Agents of the Underground
Agents of the Underground is het zevende studioalbum van de Amerikaanse punkband Strung Out. Het album werd uitgegeven op 29 september 2009 via het platenlabel Fat Wreck Chords. Agents of the Underground is een stuk minder politiek getint dan het voorgaande studioalbum Blackhawks Over Los Angeles en is ook meer beïnvloed door de heavy metal.

## Nummers
1. "Black Crosses" - 3:40
2. "Carcrashradio" - 2:46
3. "The Fever and the Sound" - 3:40
4. "Heart Attack" - 3:12
5. "Vanity" - 3:36
6. "Ghetto Heater" - 3:28
7. "Agents of the Underground" - 3:30
8. "Nation of Thieves" - 3:06
9. "Jack Knife" - 2:29
10. "Dead Spaces" - 3:40
11. "Andy Warhol" - 3:22

## Band
- Jason Cruz - zang
- Jake Kiley - gitaar
- Rob Ramos - gitaar
- Chris Aiken - basgitaar
- Jordan Burns - drums